# Traiectum ad Rhenum
Traiectum ad Rhenum, nota anche con la variante Trajectum, Ultra Traiectum ad Rhenum poi Ultraiectum e Urbs Antonina era un forte romano (castrum), sulla frontiera dell'Impero Romano nella Germania inferiore, significa letteralmente "per attraversare il Reno". I resti del forte sono nel centro di Utrecht, città nei Paesi Bassi che prende il nome dal forte. A volte veniva indicata come Trajectum Inferior, per di distinguerla da Trajectum Superior l'attuale Maastricht chiamata Traiectum ad Mosam.

## Storia
Durante l'Impero romano, Traiectum era uno dei forti del limes germanico inferiore ed era costituito da linee difensive. L'imperatore Claudio definì il Reno a valle di Bonn come la parte occidentale della frontiera. Ordinò, quindi, che le legioni fossero disposte su questa linea, che fu fortificata nel 47 d.C.. Il Reno, dividendosi in diversi rami nei Paesi Bassi, l'esercito scelse come frontiera il ramo su cui si trova l'attuale Utrecht.
Nel 69-70 d.C. Gaio Giulio Civile guidò la rivolta dei Batavi durante la quale il forte fu bruciato. Dagli archeologi sono stati trovati, sotto lo strato di legno bruciato seppellite cinquanta monete d'oro di quel tempo i risparmi di un soldato, forse un ufficiale. Una volta che i Romani avevano ripristinato la loro autorità nella regione, ricostruirono il forte, di nuovo in legno. Il forte era presidiato da circa 500 soldati. Dalle incisioni delle mattonelle sembra che dall'88-89 al 275 d.C. il forte fosse presidiato dalla cohors II Hispanorum peditata, una coorte di fanteria ausiliaria dell'esercito romano imperiale.
Il castellum di Traiectum sembra essere stato definitivamente distrutto qualche tempo prima del 270, durante l'invasione dei Franchi. Le prove archeologiche mostrano una presenza romana nel IV secolo, ma il castellum non fu ricostruito. Durante l'Alto Medioevo fu costruita un'altra fortificazione sul sito, che fu distrutta dai Vichinghi e ricostruita nell'818. Il sito delle fortificazioni della sede episcopale di Utrecht.

## Disposizione
Il forte fu ricostruito quattro volte, e ogni volta fu sollevato aggiungendo del riempimento. I periodi I-II risalgono al 47-69 d.C.; i periodi III-IV sono datati dal 70 alla fine del II secolo; il periodo V risale alla fine del II secolo fino al III secolo. Il forte era fatto di legno nel periodo I-IV, 110 per 130 metri di dimensioni, con bastioni fatti di terra e legno. Nel periodo V è stato ricostruito in pietra e aumentato di dimensioni a 125 per 150 metri. A quel tempo le porte erano fiancheggiate da torri d'ingresso in pietra con bastioni semicircolari all'esterno.
Il forte conteneva l'edificio del quartier generale, o principia, all'interno di un cortile rettangolare circondato da un colonnato (portico). L'edificio aveva il riscaldamento a pavimento dell'ipocausto. Durante l'esistenza del forte il principia era di circa 27 per 27 metri (89 per 89 piedi) con un atrio, una sala croce e cinque stanze. La stanza centrale era il santuario dei legionari, o sacellum. Questa stanza e l'atrium ospitavano entrambi gli altari di pietra del periodo V. Un fossato protettivo circondava il forte durante tutta l'occupazione romana. C'erano i vici ad est e ad ovest del castellum, dove vivevano artigiani che dipendevano dai soldati. Il vicus orientale era a Pieterskerkhof, sulla riva del fiume.

## Scavi
Alcuni resti del forte originale sono stati trovati sotto la piazza della cattedrale ad una profondità di 3,8 metri. Diversi scavi sono stati intrapresi, per lo più tra il 1929 e il 1949. Gli archeologi inizialmente erano alla ricerca dei resti di due chiese medievali che si trovavano sul sito, ma hanno cambiato la loro priorità dopo che sono stati trovati i resti del castellum. Parti di mura sono state rinvenute successivamente, come pure resti parziali di caserme di legno e tracce del fossato. Sono stati fatti scavi su due delle quattro porte del forte ed anche Alcune parti delle caserme di diversi periodi. L'edificio principale, il principia, è stato completamente scavato. A partire dal 1992, il vicino Duitse Huis, sede del Baliato di Utrecht  dei Cavalieri Teutonici di Utrecht dal 1348, è stato ampiamente rinnovato. Questo comprendeva la costruzione di una nuova ala del Grand Hotel Karel V. Sono state trovate tracce di un cimitero romano, forse associato al forte.

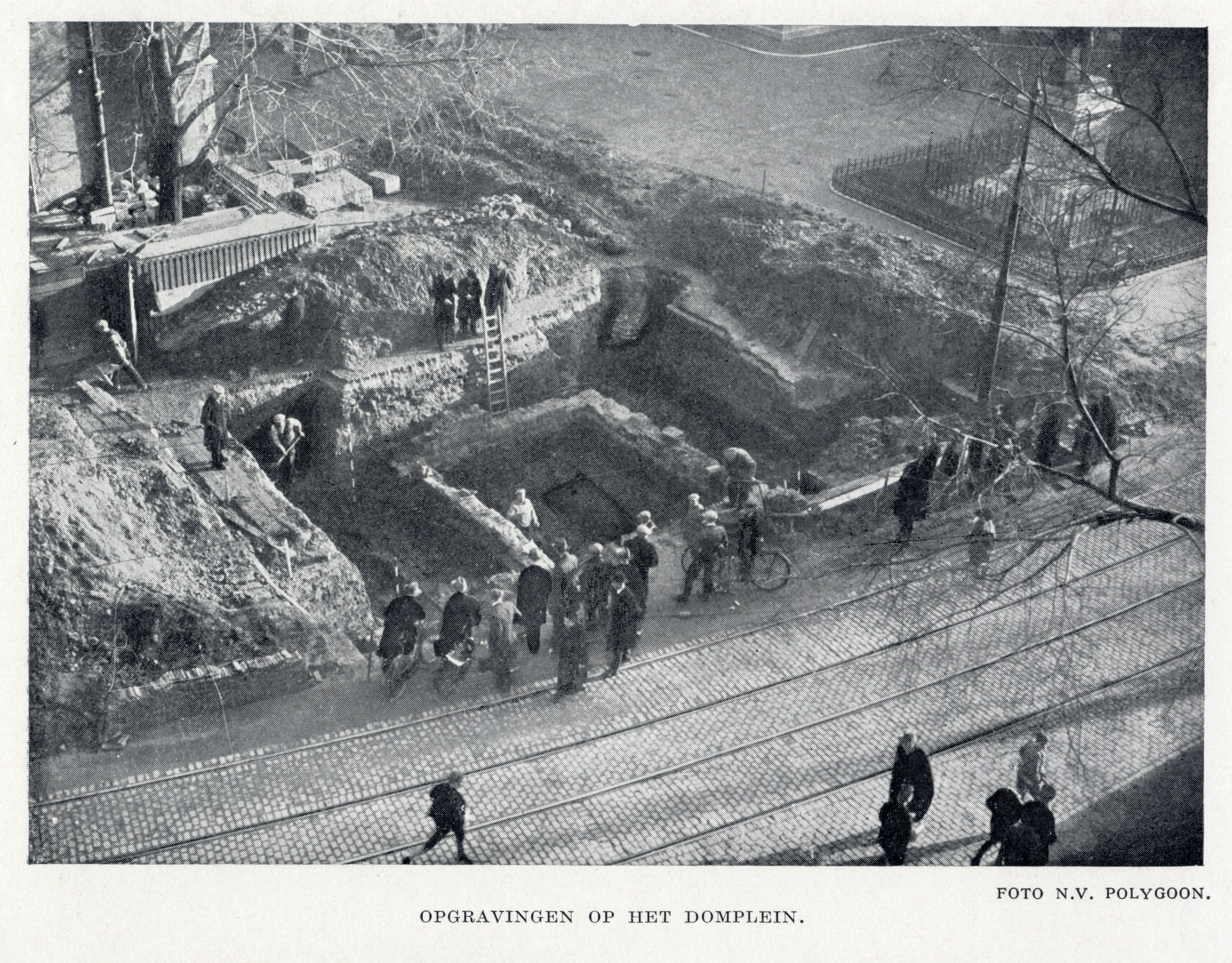
Scavi del 1929
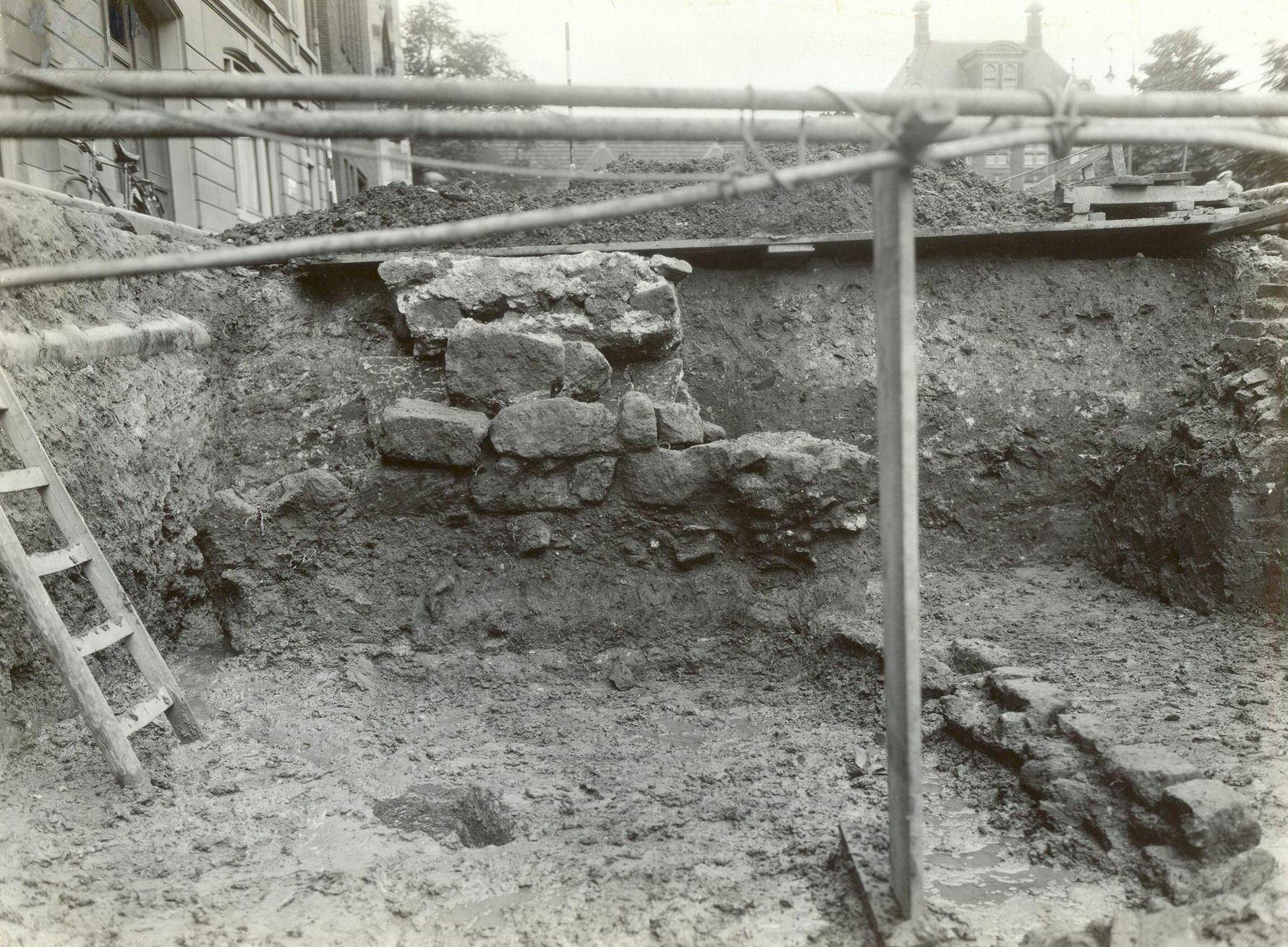
Scavi del 1933. Il muro di pietra proviene da una caserma
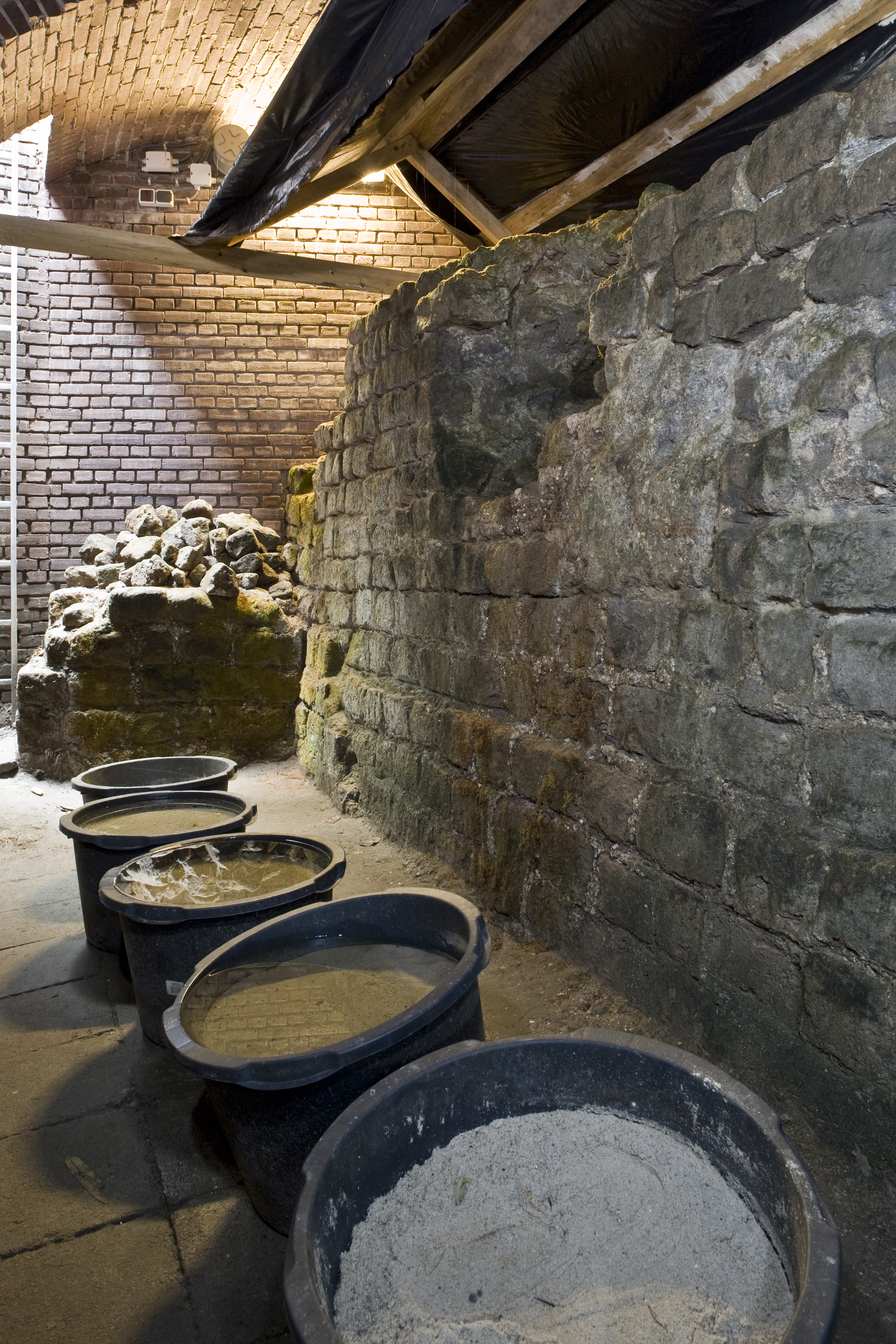
Resti del muro del forte sotto il 'Centro per le arti' di Utrecht